# Salix faxonianoides
Salix faxonianoides ist eine Art aus der Gattung der Weiden (Salix) und wächst als niedriger Strauch. Die Blattspreiten haben einen kurzen Stiel  und sind gekerbt. Das natürliche Verbreitungsgebiet der Art liegt in China.

## Beschreibung
Salix faxonianoides wächst als niedriger Strauch der eine Höhe von 40 Zentimeter erreicht. Die Zweige sind rostbraun oder dunkelbraun. Die Laubblätter haben einen kurzen Stiel. Die Blattspreite ist elliptisch oder verkehrt-eiförmig-elliptisch, manchmal beinahe länglich. Der Blattrand ist gekerbt, die Blattbasis keilförmig oder gerundet, das Blattende spitz oder stumpf. Die Blattoberseite ist grün, die Unterseite kahl und glauk.
Die Blütenstände sind kurz-zylindrische oder elliptische Kätzchen. Die Blütenstandsachse kahl oder fein behaart. Die Tragblätter sind breit elliptisch, leicht bewimpert und beidseitig kahl. Männliche Blüten haben zwei Nektardrüsen, die zweifach oder dreifach gelappt sind, die abaxiale kann auch ganzrandig sein. Es werden zwei Staubblätter mit getrennten, kahlen Staubfäden gebildet. Die Staubbeutel sind purpurrot. Weibliche Blüten haben eine lange und breite, manchmal gespaltene adaxiale Nektardrüse, die abaxiale Nektardrüse ist manchmal doppelt gelappt oder kann fehlen. Der Fruchtknoten ist sitzend und kahl. Der Griffel ist gespalten, die Narbe zweifach gelappt. Die Früchte sind etwa 5 Millimeter lange, schmal eiförmige oder eiförmige Kapseln. Salix faxonianoides blüht mit dem Blattaustrieb im Mai, die Früchte reifen im Juni.

## Verbreitung und Ökologie
Das natürliche Verbreitungsgebiet liegt im Westen der chinesischen Provinz Yunnan und im Osten des Autonomen Gebiets Tibet. Dort wächst sie in Dickichten auf Berghängen.

## Systematik
Salix faxonianoides ist eine Art aus der Gattung der Weiden (Salix) in der Familie der Weidengewächse (Salicaceae). Dort wird sie der Sektion Denticulatae zugeordnet. Sie wurde 1974 von Wang Zhan und Fu Pei Yun in Acta Phytotaxonomica Sinica wissenschaftlich erstbeschrieben.
Es werden zwei Varietäten unterschieden:
- Salix faxonianoides var. faxonianoides: Die Blütenstandsachse ist unbehaart, das Verbreitungsgebiet liegt in einer Höhe von 3600 bis 3700 Metern.[4]
- Salix faxonianoides var. villosa S. D. Zhao : Die Blütenstandsachse ist fein behaart, das Verbreitungsgebiet liegt in einer Höhe von 4000 bis 4300 Metern.[5]